# 위 사백
위 사백(衛 嗣伯)은 서주 시기 위나라의 제4대 군주이다.
| 전 임 아버지 효백 | 제4대 위나라의 군주 | 후 임 아들 첩백 |